# Verità (romanzo)
Il romanzo Verità di Émile Zola fu pubblicato postumo nel 1903.
Questo è l'ultimo romanzo che si trova all'interno del ciclo "I quattro vangeli".
Il romanzo è una trasposizione dell'affare Dreyfus nel mondo dell'istruzione pubblica, che si oppone alla scuola cattolica privata. L'opera è concepita nel contesto del progetto della separazione delle Chiese dallo Stato. Essa è la descrizione di un clericalismo che cerca di conservare a tutti i costi la sua presa sulla società civile. 

## Trama
Il romanzo ha come protagonista un ebreo che viene trovato strangolato e violentato. Di questi crimini viene accusato lo zio della vittima, il quale, però, è innocente. Infatti, a compiere queste abominevoli azioni è niente meno che un prete.